# Diary of a Wimpy Kid (livro)
Diary Of A Wimpy Kid (no Brasil, Diário de um Banana; em Portugal, O Diário de um Banana) é um livro de romance infantil escrito e ilustrado por Jeff Kinney. É o primeiro livro da série Diary of a Wimpy Kid. O livro é sobre um menino chamado Greg Heffley e suas tentativas de se tornar popular em seu sexto ano do ensino fundamental. 
Diary of a Wimpy Kid apareceu pela primeira vez no Funbrain em 2004, onde foi lido 20 milhões de vezes. A adaptação abreviada de capa dura foi lançada em 1 de abril de 2007. O livro foi eleito um best-seller do New York Times, entre outros prêmios e elogios. O livro foi adaptado para um filme de ação live-action, lançado em 19 de março de 2010.

## Enredo
Greg Heffley, o protagonista do ensino fundamental, esclarece que "este é um LIVRO DE MEMÓRIAS, não um diário". Ele então explica que só concordou em escrever em um para quando fosse "rico e famoso" e "por enquanto, estou preso no ensino fundamental com um bando de idiotas". Greg então discute o Queijo em sua escola. Tudo começou quando alguém deixou um pedaço de queijo no asfalto e mofou. Se alguém tocá-lo, eles têm o "Toque do Queijo", com o qual ficam presos até que o passem adiante, tocando em outra pessoa. No entanto, a última vítima do Toque do Queijo se afastou e Greg espera que ninguém comece novamente. Ele também fala sobre seu melhor amigo, Rowley Jefferson. Embora Greg queira ser famoso e explique popularidade para Rowley, "isso apenas entra por um ouvido e sai pelo outro com ele".
Greg então apresenta sua família. Ele tem um irmão adolescente, Rodrick, que gosta de implicar com ele, e um irmão mais novo, um menino chamado Manny, que consegue tudo que quer e se safa de tudo que faz de errado. O pai de Greg não incentiva seu estilo de vida — jogar videogame o dia todo — em vez de sair para praticar esportes. 
Perto do Dia das Bruxas, Greg escreve que seu pai gosta de se esconder nos arbustos na noite de Dia das Bruxas e encharcar os adolescentes com uma lata de lixo d'água. Greg e Rowley decidem fazer sua própria casa mal-assombrada, embora acabem lucrando apenas dois dólares. Na noite de Dia das Bruxas, Greg e Rowley vão às travessuras ou gostosuras, mas são desafiados por um grupo de adolescentes que os borrifam com um extintor de incêndio cheio de água. Quando eles chegam em casa, eles são encharcados por engano pelo pai de Greg.
Greg falha em um teste de geografia depois que uma garota chamada Patty Farrell o impede de trapacear. Em casa, a mãe de Greg o força a fazer um teste para a peça da escola (baseada em The Wizard of Oz). Greg consegue o papel de uma árvore, enquanto Patty Farrell é escalada como Dorothy, a protagonista do romance. Durante a apresentação do show, Greg fica nervoso demais para cantar, confundindo as outras árvores. Patty fica frustrada e Greg começa a atirar acessórios em Patty. As outras árvores se juntam, e enquanto a mãe de Greg fica desapontada, Greg acaba gostando da peça por ele ter se vingado de Patty.
Depois de ganhar alguns presentes de Natal, Greg decide jogar um jogo com Rowley em que Rowley deve andar de bicicleta enquanto Greg tenta derrubá-lo com uma bola de futebol americano. Em uma das tentativas de Greg, a bola passa por baixo da roda dianteira, o que faz Rowley cair e quebrar seu braço. Quando Rowley vai para a escola com gesso, as meninas cuidam dele (carregando seus livros, alimentando-o com comida), o que deixa Greg com ciúme.
Greg decide se juntar às Patrulhas de Segurança em sua escola, na esperança de obter autoridade. Ele também consegue que Rowley se inscreva e aproveita os benefícios de estar na Patrulha de Segurança, como chocolate quente de graça. Ele tenta conseguir um lugar no jornal da escola como cartunista e se junta a Rowley. Greg surge com uma tira chamada Epa Neném! Eventualmente, Greg começa a querer fazer outras tiras, mas Rowley quer continuar com Epa Neném! Greg submete seus quadrinhos ao professor e acaba conseguindo o emprego de cartunista. No entanto, o professor muda completamente o quadrinho de Greg, até tornando seu personagem um "aluno curioso" em vez de um "cretino", fazendo com que Greg se demita do cargo.
Depois de um incidente em que Greg persegue alguns alunos do jardim de infância com um verme em uma vara e é confundido com Rowley, por estar usando o seu casaco, Rowley é demitido das Patrulhas de Segurança. No entanto, depois que fica claro que Greg era o verdadeiro culpado, Rowley é recontratado e promovido enquanto Greg é demitido. Após se desentender com Greg, devido ao incidente com as crianças, Rowley se torna amigo de outro aluno chamado Colin Lee, o que enfurece Greg por ter sido substituído.
Greg percebe que o ano letivo está chegando ao fim e tenta acessar a página Favoritos da turma do anuário. Ele planeja se eleger para o título "Palhaço da Turma", mas seus planos não dão certo. Na hora do almoço, ele recebe uma edição do jornal da escola e descobre que Rowley é o novo cartunista, com sua tira Epa Neném! deixada inalterada.
Greg confronta Rowley por nem mesmo listá-lo como co-criador e monopolizar toda a fama. Enquanto eles discutem, os demais estudantes percebem isso, e começam a gritar ao redor deles para que os dois briguem. Nesse exato momento, os adolescentes que os perseguiram no Dia das Bruxas aparecem e forçam Greg e Rowley a comerem o Queijo. Greg mente que é intolerante à lactose, enquanto Rowley é forçado a comer tudo. No dia seguinte, quando todos percebem que o Queijo se foi, Greg assume a responsabilidade por Rowley e mente que o jogou fora. Greg se reconcilia com Rowley e deixa as pessoas pensarem que ele tem o Toque do Queijo.
O livro termina com Greg pegando seu anuário, vendo Rowley na página "Palhaço da Turma" e jogando-o no lixo.

## Antecedentes
Em 2004, FunBrain e Jeff Kinney lançaram uma versão online de Diary of a Wimpy Kid. O site fez inscrições diárias até junho de 2005. O livro online se tornou um sucesso instantâneo e recebeu aproximadamente 20 milhões de visualizações em 2007. Muitos leitores online solicitaram uma versão impressa. Na Comic-Con de Nova Iorque de 2006, Kinney propôs Diary a Charles Kochman, Diretor Editorial da divisão ComicArts da Abrams Books, que comprou os direitos do livro. Segundo Kochman, os dois inicialmente o conceberam como um livro para adultos, acreditando que atrairia um público semelhante ao da série de TV The Wonder Years. Kochman o apresentou ao conselho editorial de Abrams, o que convenceu Kinney e Kochman de que seria mais voltado para crianças. Em 2007, Diary of a Wimpy Kid, uma versão adaptada do livro online original, foi publicada.

## Personagens
Gregory Heffley
O personagem principal, Greg, tem problemas com a família, amigos e sua escola fundamental local. Ele está muito preocupado com o quão popular ele é na escola e sonha muito em ser rico e famoso quando crescer. Ele tenta se encaixar na escola, mas geralmente não consegue. Enfrentando muitos desafios, Greg tenta lidar com eles de forma muito criativa, mas infelizmente suas travessuras muitas vezes saem pela culatra.
Rowley Jefferson
O melhor amigo de Greg tem uma estrutura maior do que a média. Ele está sempre disposto a fazer o que Greg manda, incluindo acrobacias perigosas. Rowley sai de férias o tempo todo, o que irrita Greg. Rowley é um amigo leal, mas às vezes se comporta de maneira imatura ou infantil. Ele também se veste de uma maneira incomum.
Manny Heffley
O irmão mais novo "mimado" de Greg, uma criança de três anos. Ele nunca se mete em problemas, não importa o que aconteça, mesmo quando ele realmente merece. Manny está começando a treinar para usar o banheiro.
Rodrick Heffley
Rodrick é irmão adolescente de Greg e ele nunca perde a chance de ser cruel com Greg. Ele é conhecido por dormir muito pela manhã e por sua atitude rebelde. Rodrick faz parte de uma banda de porão (banda de garagem nos filmes) chamada  Löded Diper ("Fräwda Xeia" em português). Rodrick fará de tudo para envergonhar Greg e até mesmo causará problemas para Manny para tornar a vida de todos miserável.

## Sequências

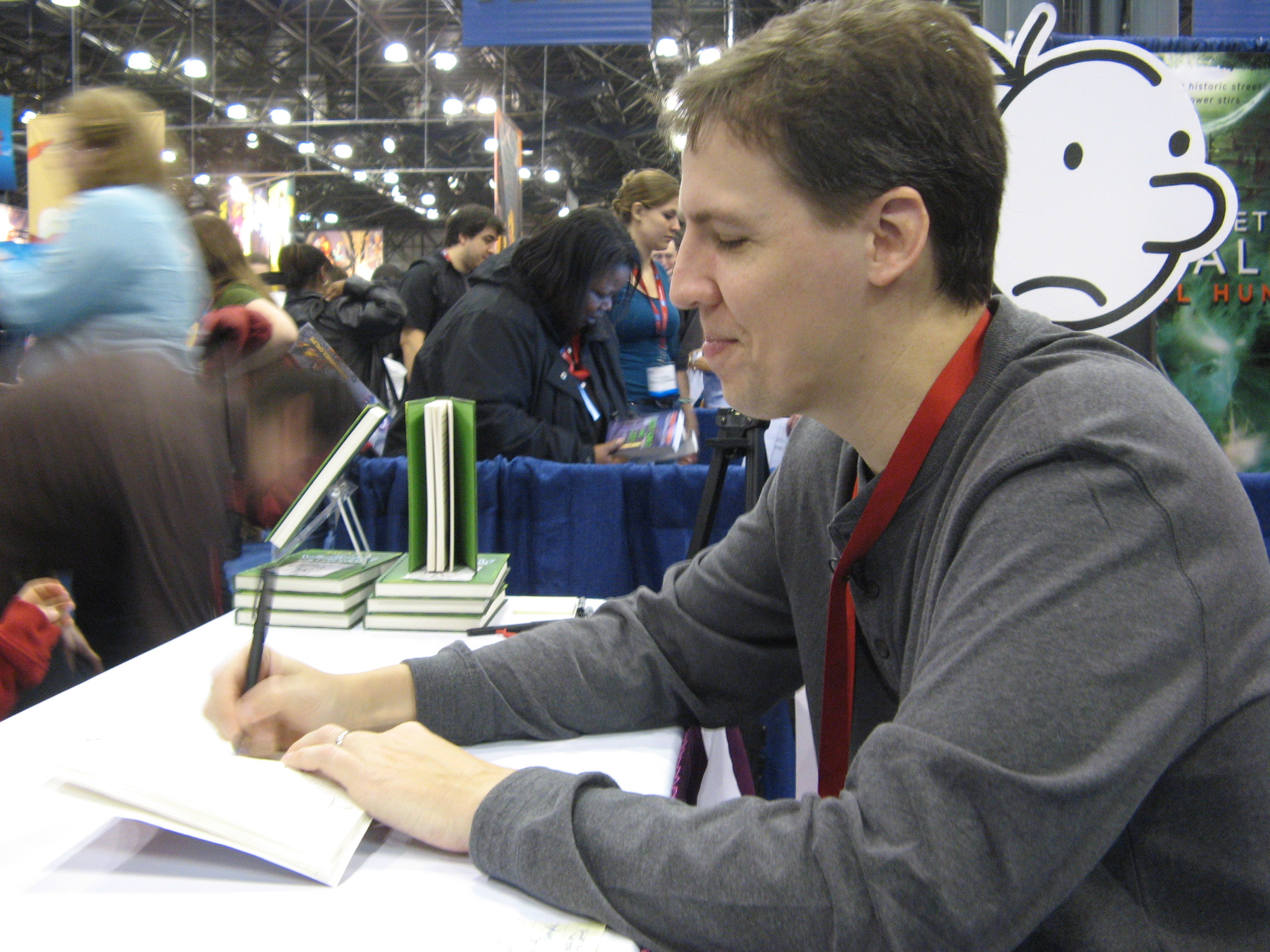
O autor e ilustrador Jeff Kinney assina cópias de Diary Of A Wimpy Kid em 2009.

Diary of a Wimpy Kid é o primeiro livro de uma franquia em andamento. Um total de quinze livros de Wimpy Kid foram lançados, as sequências do primeiro livro são: Rodrick Rules (2008) que foi listado na lista de mais vendidos do New York Times por 117 semanas, The Last Straw (2009) que foi listado na lista dos mais vendidos do New York Times por 65 semanas, chegando ao número um, Dog Days (2009), que foi classificado em primeiro lugar na lista dos mais vendidos do New York Times por todas as 25 semanas de inclusão, tornando-se o #1 livro mais vendido de 2009, The Ugly Truth (2010), Cabin Fever (2011), The Third Wheel (2012), Hard Luck (2013), The Long Haul (2014), Old School (2015), Double Down (2016), The Getaway (2017), The Meltdown (2018), Wrecking Ball (2019), e The Deep End (2020).

## Prêmios
O livro ganhou o Blue Peter Book Award 2012, revelado ao vivo no canal infantil britânico CBBC em 1 de março de 2012.

## Adaptações
Uma adaptação para o cinema, Diário de um Banana, foi lançada pela 20th Century Fox em 19 de março de 2010. O filme é estrelado por Zachary Gordon como Greg Heffley, Robert Capron como Rowley Jefferson, Steve Zahn como Frank Heffley (pai), Rachael Harris como Susan Heffley (mãe), Devon Bostick como Rodrick Heffley, Chloë Grace Moretz como Angie Steadman, e Connor & Owen Fielding como Manny Heffley, irmão de Greg. Mais tarde, iria gerar três sequências.
Outra adaptação para o cinema, desta vez animada, servindo como um reboot da série de filmes está programada para ser lançada em 3 de dezembro de 2021 exclusivamente na Disney+.